# Same Love
Same Love è un brano musicale del duo statunitense, rispettivamente rapper e produttore discografico, Macklemore & Ryan Lewis, estratto come quarto singolo dal loro album The Heist. Il singolo vede la partecipazione vocale di Mary Lambert.
Il singolo si è posizionato alla numero 11 della Billboard Hot 100 negli Stati Uniti e si è posizionato alla numero 1 in Australia e Nuova Zelanda, venendo certificato 4 volte disco di platino in Australia.
Il brano ha ottenuto una candidatura ai Grammy Awards nella categoria canzone dell'anno.

## Il brano
Same Love è stata scritta da Ben Haggerty, Ryan Lewis, Mary Lambert e Curtis Mayfield a sostegno dei diritti gay e in particolare della legalizzazione dei matrimoni omosessuali, con riferimento al Washington Referendum 74 (R-74 o Ref 74), un referendum per approvare o abrogare la legge del febbraio 2012 che liberalizzò i matrimoni omosessuali nello stato di Washington.
La copertina del singolo è una fotografia dello zio di Macklemore, John Haggerty, e del suo compagno, Sean.
Macklemore ha spiegato che la canzone è nata dalla sua frustrazione sulle posizioni misogine e omofobe del mondo hip hop riguardo l'omosessualità. Il rapper ha dichiarato: "Penso che come società ci stiamo evolvendo e l'hip-hop deve essere una rappresentazione di ciò che sta succedendo nel mondo in questo momento".
Il brano contiene un campionamento del classico del 1965 People Get Ready del gruppo musicale The Impressions.

## Video musicale
Il video musicale di Same Love, diretto da Ryan Lewis e Jon Jon Augustavo e prodotto da Tricia Davis, ha debuttato su canale YouTube di Lewis il 2 ottobre 2012, ottenendo 350.000 visualizzazioni 24 ore dopo il suo debutto. A partire dall'ottobre 2013, il video ha avuto più di 100 milioni di visualizzazioni. Il video racconta la storia di un uomo dalla sua nascita fino alla sua morte, raccontando decennio per decennio la sua storia d'amore con il compagno, i conflitti sociali che li colpiscono in relazione al loro orientamento sessuale, il loro matrimonio e la loro separazione definitiva solo in punto di morte. Macklemore appare brevemente nel video.
Il video ha ricevuto un premio agli MTV Video Music Awards 2013 nella categoria per il Miglior video con un messaggio sociale.

## Tracce
- Digital download

1. Same Love (featuring Mary Lambert) – 5:20

## Classifiche
| Classifica (2013) | Posizione massima |
| ----------------- | ----------------- |
| Australia         | 1                 |
| Austria           | 19                |
| Belgio (Fiandre)  | 11                |
| Belgio (Vallonia) | 13                |
| Canada            | 4                 |
| Danimarca         | 38                |
| Francia           | 19                |
| Germania          | 25                |
| Irlanda           | 6                 |
| Italia            | 20                |
| Nuova Zelanda     | 1                 |
| Paesi Bassi       | 18                |
| Regno Unito       | 6                 |
| Stati Uniti       | 11                |
| Svezia            | 53                |
| Svizzera          | 33                |